# Alfredo Guzmán
Ruperto Alfredo Guzmán Méndez (San Miguel de Tucumán, 27 de mayo de 1855-Ibidem, 14 de mayo de 1951) fue un destacado político argentino, hombre de negocios y filántropo del Tucumán de fines del siglo XIX y principios del siglo XX.
Autor del proyecto de creación de la Estación Experimental Agrícola e Industrial Obispo Colombres y gestor de la compra del predio donde funciona hasta la actualidad; fiel defensor de la industria azucarera, fue uno de los primeros dueños del Ingenio Concepción y el inexistente Ingenio Lujan, primer presidente del Centro Azucarero Regional. Participó en la reforma de la Constitución de 1884, introdujo el pomelo, el caqui y variedades de citrus en Tucumán. Mediante sus donaciones se construyó la Iglesia de Nuestra Señora de la Merced, lugar donde descansan sus restos desde 1983. Fundador del Club de Fútbol Sportivo Guzmán; junto a su esposa Guillermina Leston, fueron los fundadores de la Casa Cuna y del Colegio situado en avenida Sáenz Peña al 600, que lleva el nombre de Guillermina Leston de Guzmán, de los Hogares San José y San Roque destinados a albergar a ancianos y ancianas, figuran entre las múltiples actividades filantrópicas.

## Reseña biográfica
Nacido en Tucumán el 27 de mayo de 1855, en el seno de una familia con profunda fe religiosa fue el primer hijo del matrimonio compuesto por don Ramón Guzmán y doña Trinidad Méndez. Tuvo ocho hermanos, tres varones y cinco mujeres, tres de ellas fueron monjas: Virginia y Mercedes y luego de enviudar, Trinidad. 
No existe registro en donde cursó sus estudios don Alfredo Guzmán, se cree que puede haber cursado sus estudios en la Escuela del Convento de San Francisco, o bien haber recibido educación por parte de maestros particulares, o por parte de su madre Doña Trinidad Méndez, muy frecuente en esa época en que las madres se encargaban de la educación escolar de sus hijos. Tampoco se descarta que pueda haber cursado sus estudios secundarios en el Colegio Nacional, a pesar no de haberlos concluido. Era muy común que entre familias de cierto poder económico el padre intervenía en el destino de sus hijos sobre todo los varones, los hubo quienes los incentivaron a cursar en el colegio y la Universidad, otros a hacerse cargo de los negocios de la familia, sea el comercio o el campo, tal puede haber sido el caso del padre de don Alfredo que lo incentivara a las actividades comerciales.

## Inicios en el comercio
Los tíos maternos de Alfredo Guzmán, Juan Crisóstomo y Juan Manuel Méndez fueron unos de los principales industriales azucareros de la época. Juntos adquirieron en 1870 el ingenio Concepción, que fuera fundado en el año 1835 por don Juan José García, tío de ellos. Existen testimonios escritos que dan fe, que a la edad de quince años Alfredo ya trabajaba con sus tíos.   De ellos aprendió a tener visión de futuro, pues con el advenimiento del ferrocarril a Tucumán, sus tíos trajeron desde el puerto de Buenos Aires maquinaria de última generación para la fabricación del azúcar. Habiendo juntado un capital producto de sus actividades comerciales y ayudado quizás por sus padres y tíos maternos adquiere en el año 1880, una finca en la localidad de Los Gutiérrez, la que llamara Las Piedritas donde plantara caña de azúcar en sociedad con Benedicto Fernández, quien aportara la mano de obra y don Alfredo el terreno y capital.

## Su casamiento con Guillermina Leston
A la edad de veintiséis años, el 2 de abril de 1881, en la Iglesia Catedral, don Alfredo se casa con Guillermina Leston, de dieciocho años. El dominico fray Ángel María Boisdron, es el encargado de celebrar la boda, siendo sus padrinos don Ramón Guzmán, padre del novio y doña Justa Paz de Leston, madre de la novia. A pesar de la juventud de doña Guillermina, fue una persona clave en la vida de don Alfredo, aunque por la época, la mujer ocupaba un discreto segundo plano, no era el caso de doña Guillermina quien ejercía una enorme influencia sobre su esposo. “Tenía un carácter apacible, tranquilo. Pero eso si, era muy firme en sus decisiones…Su manera de hablar era suave y convencida. Todo lo que decía daba la sensación de bien pensado…” Nofal, 1983.
El matrimonio tuvo una hija, Guillermina Eulalia, que nació a principios del año 1882, lamentablemente fallece a los tres meses, el 1 de mayo de 1882, de una afección pulmonar. No tuvieron más descendientes. 

## Más propiedades
Asociado con los hermanos José María y Mariano Viaña, compran la estancia del Timbo que poseía unas vertientes que servían como riego para el campo. Actualmente parte de esos terrenos pertenece a los herederos de los Viaña.
En el año 1878 la sociedad formada por sus tíos maternos, se divide. Juan Crisóstomo Méndez, se quedó con el Ingenio Concepción, mientras que Juan Manuel funda otro ingenio, La Trinidad. A partir del año 1886 don Alfredo Guzmán pasa a administrar, por contrato en Ingenio Concepción. 
El año 1887 se produce la epidemia de cólera y es derrocado el gobernador Juan Posee, un año bastante problemático para Tucumán, a pesar de ello don Alfredo Guzmán compra a su tío Juan Crisóstomo Méndez el Ingenio Concepción, quien había intentado venderlo en Europa, sin éxito. Dicha operación se realizó en 300.000 pesos “nacionales de curso legal. La propiedad se hipoteca como garantía. 
En el año 1896, instala la primera refinería de azúcar en el predio del Ingenio, produciendo de esa manera un gran impulso a la industria en general, ya que hasta entonces los azúcares eran procesados en el exterior y a partir de 1887 en la Refinerías de Rosario cuyo propietario era Ernesto Tornquist.

## Su vida política
En agosto de 1885, Alfredo Guzmán participa junto a destacados personajes de la época en la reorganización del Partido Nacionalista liderado por Bartolomé Mitre, en la casa del Dr. Próspero García, luego gobernador de la provincia de Tucumán. En 1888 es elegido senador por Río Chico, ocupando su primera banca en la Legislatura Provincial. En 1891 otra vez es elegido senador a la Legislatura Provincial llegando a ocupar la presidencia de la Cámara hasta el año 1894. Varias veces elegido senador provincial, 1894/1898, 1898/1902,1906/1908 es autor de varios proyectos de ley: Ley de primas a los fruticultores, el visionaba las posibilidades del citrus con respecto a la caña de azúcar, intervine en la reforma de la Constitución Provincial durante la gobernación del Dr. Próspero García. El 8 de agosto de 1902 se disuelve la razón social “Guzmán y Compañía” y en su lugar se forma la Compañía Azucarera Concepción Sociedad Anónima, incorporándose los hermanos Manuel J. Paz, Manuel N. paz y Alberto N. Paz.
En diciembre de 1906 presenta el proyecto de creación de la Estación Experimental Agrícola, que fuera sancionado y promulgado en enero de 1907.
Gestiona la compra del predio donde funciona actualmente la Estación Experimental. 
Fue el introductor del pomelo, del kaki y de la mandarina y de todas las variedades de citrus, plantándolos para su aclimatación en la Quinta Guillermina, denominada así en honor a su esposa, predio que fue adquirido por la Municipalidad de San Miguel de Tucumán, en el año 1969. Una vez aclimatados los plantines eran donados a la Estación Experimental agrícola.
En 1927 es elegido Senador Nacional por el Partido Liberal en reemplazo del Dr. Alberto Aybar Augier.
En el año 1931, don Alfredo impulsa la ley de defensa aduanera del azúcar, tal y como se había hecho con otras industrias, obviamente en resguardo de la economía nacional, valorizando de esta manera el producto.
El 10 de junio de 1931 queda formado el Partico Demócrata Nacional y don Alfredo Guzmán fue elegido primer presidente de la Junta Ejecutiva, integrada también por los doctores Adolfo Piossek, José Ignacio Araoz y Julio M. Terán. 
En el año 1934. Oficializa su retiro de la política y a su vez rechaba la propuesta a su postulación de gobernador de la provincia. A partir de entonces la vida de don Alfredo es dedicarse a sus empresas y a realizar, conjuntamente con su amada esposa Guillermina Leston, actos filantrópicos.

## Vocación filantrópica
El progreso era la gran preocupación de este incansable hombre de negocios, que distaba mucho de otros empresarios, cuya preocupación estaba en enriquecerse pronto, El, por el contrario, pone a disposición de la provincia, de su pueblo sus inquietudes y trabajos en lo que respecta a materia agrícola. Su Granja Modelo situada en La Agüadita, es el fiel reflejo de su empeño por investigar y perfeccionar los métodos para la pasteurización y demás productos derivados de la leche.
Entre los algunos hombres de fortuna de aquellos tiempos, era muy frecuente sus acciones filantrópicas, condición que supo llevar a cabo don Alfredo Guzmán en compañía de su Señora esposa Guillermina Lestòn.
Es de destacar que a instancias de doña Guillermina, se construye el templete para conservar la sala de la Jura de la Independencia, de la Casa Histórica. Si bien como dijimos anteriormente hubo otros filántropos ninguno llegó a superar ni a compararse con lo realizado por Don Alfredo, quien había trazados pormenorizadamente objetivos más que coherentes para paliar la problemática social de esa época, “los esposos Guzmán concibieron un plan de asistencia a tres etapas de la vida de sus comprovincianos: La niñez, la juventud y la vejez. Para los problemas derivados de cada una de ellas, planificarían sus impresionantes obras…”
Entre sus obras se encuentran: la compra del predio situado en calle congreso al 300, entre Piedras y General Paz, donde hacen construir el imponente edificio de la Sala Cuna, llamado Instituto de Puericultura para albergar a setenta infantes, contando además con una sección donde funcionaría el plan asistencial Gota de Leche y Consultorio Externo, a esta donación se agrega un terreno sobre avenida Mate de Luna, con una suma mensual para su mantenimiento. 
En el año 1923 realiza la donación de los terrenos para la construcción de un Club Deportivo, que lleva en su homenaje su nombre, Club Sportivo Alfredo Guzmán, situado en Diego de Villarroel y Juan Posse en la populosa Villa 9 de Julio, en la misma donación llega a entregar terrenos para la construcción de la Iglesia Nuestra Señora del Carmen, templo que aún se conserva.
En 1935 dona al gobierno de la Provincia de Salta una casa en la Estancia de Ruiz de los Llanos, para la instalación de un dispensario antipalúdico y sala de primeros auxilios, como así también la provisión de leche, todo gratuitamente. 
1936/1937. Emprenden la construcción de un colegio en avenida Sáenz Peña al 600, dando así cumplimiento a parte de lo pautado en su oportunidad en atención a la etapa de la niñez y adolescencia en esta oportunidad la creación del Colegio Guillermina Leston de Guzmán, en honor a su señora esposa. Dicho colegio inaugurado en abril del 37 es administrado por las Hermanas Misioneras de la inmaculada Concepción, al igual que el Instituto de Puericultura. 
Fue benefactor del club de aviación Los Tucanes, cediendo un terreno en La Agüadita para las prácticas de vuelo. 
El 10 de noviembre de 1942, en una ceremonia que tuvo la asistencia del gobernador de la Provincia de Tucumán, don Miguel Critto, queda inaugurado el Hogar para Ancianos “Trinidad Mendez de Guzmán”, en un predio de dos hectáreas sobre avda. Ejército del Norte al 2000. Soberbio edificio construido por la empresa Sollazo que cuenta con once pabellones y una iglesia, con galería que dan a un patio central. 
19 de julio de 1944, se coloca la piedra fundamental para la construcción del Hogar de Ancianas San Roque, en el predio, próximo al Hogar San José, en avenida Ejército del Norte y México, edificio que reemplazaría al caserón de avenida Avellaneda y Haití. Finalmente, la obra es inaugurada el 25 de noviembre de 1945, con la atención de las Hermanas de Nuestra Señora del Huerto.
Se inaugura, el 14 de mayo de 1944, dentro del Ingenio Concepción, un hospital destinado al personal del ingenio y sus familias. Con una capacidad de 60 acamas, posee además consultorios externos de clínica general, oculistas, dentista, una farmacia, lactantes y demás dependencias.
A comienzos del año 1947, Monseñor Augusto Barrere, recurre al matrimonio Guzmán-Leston para solicitarles su colaboración con la construcción del Templo de la Virgen Generala Nuestra Señora de la Merced, sobre el predio de calle Rivadavia y 24 de septiembre. Obra que, si bien don Alfredo no reconoce abiertamente su aporte, se realiza con su supervisión, con la ejecución de la empresa Sollazo. De marcado sello Neocolonial, con sus hermosas torres de estilo mexicano, posee un interior ecléctico, con reminiscencias de la arquitectura románica francesa del siglo XI. El templo queda inaugurado el 24 de septiembre de 1950.
Debemos recordar también la donación a la Iglesia de la finca San Agustín, en el pie del cerro San Javier, destinado a la construcción de la casa de descanso para los seminaristas. Y la donación del parque Guillermina, en San Miguel de Tucumán, sobre Avenida Mate de Luna al 3000, un inmenso predio forestado, de los principales pulmones de la ciudad.
Año 1947, 22 de agosto, muere doña Guillermina Leston, después de sesenta y cinco años de matrimonio.
El 14 de mayo de 1951 muere don Alfredo Guzmán, en su casona de la calle 25 de mayo y Mendoza. 
El 16 de septiembre de 1983, los restos del matrimonio Guzmán-Leston son trasladados desde el imponente mausoleo del Cementerio del Oeste hacia la Basílica Nuestra Señora de la Merced, siendo depositados en el atrio de la misma.